# Selenia giavor
Selenia giavor är en fjärilsart som beskrevs av Dyar 1916. Selenia giavor ingår i släktet Selenia och familjen mätare. Inga underarter finns listade.